# Гордон-Леннокс, Чарльз, 11-й герцог Ричмонд
Чарльз Генри Гордон-Леннокс, 11-й герцог Ричмонд, 11-й герцог Леннокс, 6-й герцог Гордон (англ. Charles Gordon-Lennox, 11th Duke of Richmond; род. 8 января 1955) — британский аристократ и пэр. Владелец поместья Гудвуд в Западном Сассексе. Он является основателем Гудвудского фестиваля скорости и Фестиваля Возрождение Гудвуда.
С 1955 по 1989 год — носил титул учтивости — лорд Сеттрингтон, а затем граф Марч и Кинрара с 1989 по 2017 год.
Он является президентом Британского клуба автомобильных гонок, покровителем Ассоциации гонщиков ТТ и почетным членом Британского клуба автогонщиков, Гильдии автомобильных писателей и Клуба владельцев 500 автомобилей.
Титулатура: 11-й герцог Ричмонд (с 1 сентября 2017 года), 6-й герцог Гордон (с 1 сентября 2017), 11-й граф Дарнли (с 1 сентября 2017), 11-й герцог д’Обиньи (с 1 сентября 2017), 6-й граф Кинрара, графство Инвернесс (с 1 сентября 2017), 11-й барон Сеттрингтон, графство Йоркшир (с 1 сентября 2017), 11-й граф Марч (с 1 сентября 2017), 11-й лорд Торболтон (с 1 сентября 2017), 11-й герцог Леннокс (с 1 сентября 2017 года).

## Биография
Родился 8 января 1955 года. Единственный сын Чарльза Гордона-Леннокса, 10-го герцога Ричмонда, 10-го герцога Леннокса и 5-го герцога Гордона (1929—2017), и его первой супруги Сьюзен Моники Гренвилл-Грей (род. 1932), дочери полковника Сесила Эверарда Монтегю Гренвилл-Грея. Получил образование в Итонском колледже.

## Фотография
Питая страсть к кино и фотографии с 10 лет, лорд Сеттрингтон покинул Итонский колледж при первой же возможности и в 17 лет работал у кинорежиссера Стэнли Кубрика над фильмом «Барри Линдон».
В 2012 году в лондонском проекте Bermondsey Project Space состоялась крупная выставка его последних фотографических работ «Nature Translated». Выставка была показана в Мраморном дворце, входящем в состав Государственного Русского музея в Санкт-Петербурге, в январе 2014 года и в Москве в рамках Московской биеннале фотографии в апреле 2014 года. В начале 2015 года состоялись две новые выставки фотографий герцога: «Лесная земля», которая проходила в галерее Venus Over Manhattan в Нью-Йорке, и «Абстракция и интенциональность», которая проходила в галерее Hamiltons в Лондоне.

## Гудвуд

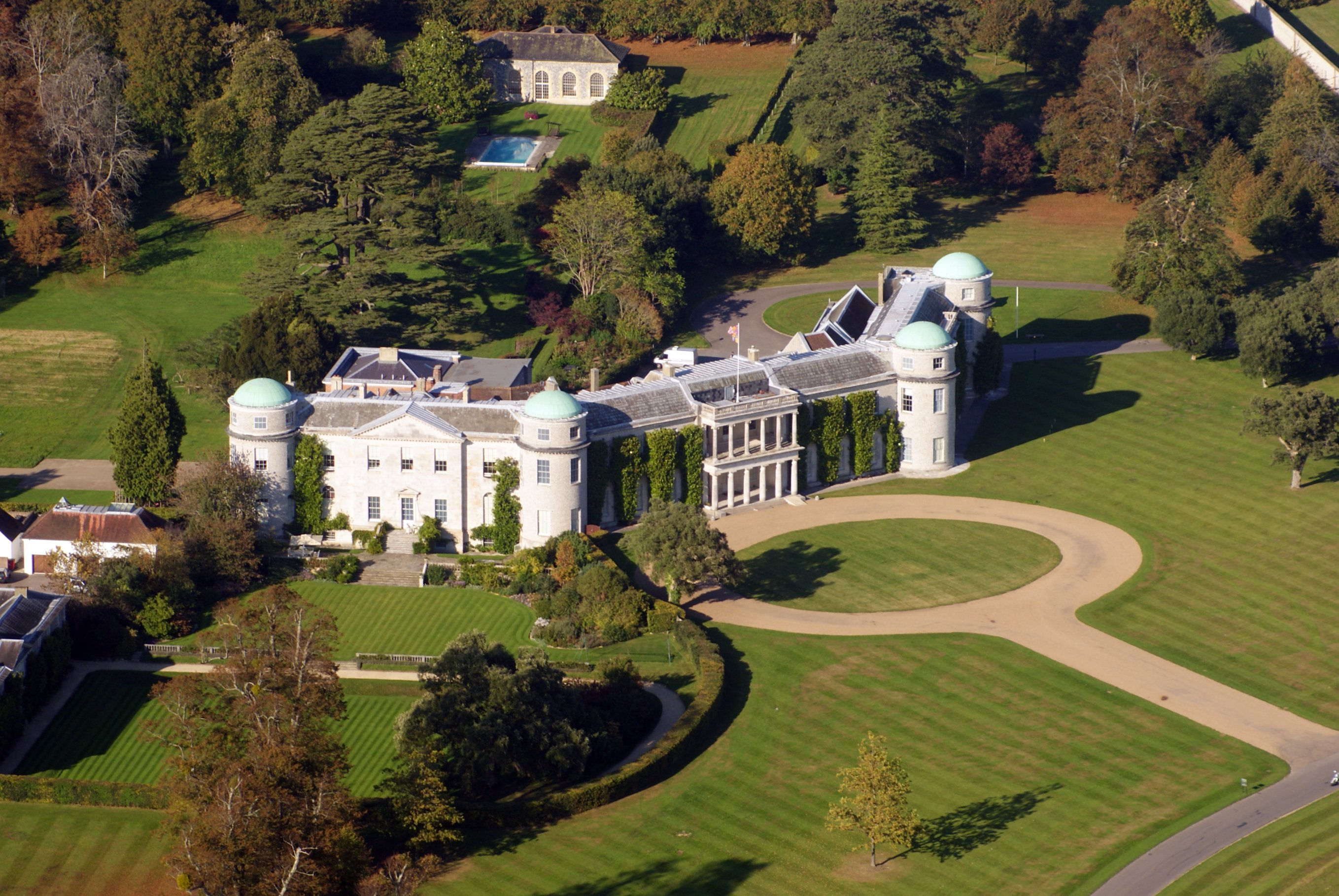
Гудвуд-хаус в октябре 2011 года

Граф Марч, как его тогда называли, переехал из Лондона в родовое поместье Гудвуд, чтобы взять на себя управление поместьем, следуя семейной традиции, согласно которой герцог передавал управление имением наследнику, когда последнему исполнялось сорок.
Автоспорт в Гудвуде был основан его дедом Фредди Ричмондом, который открыл Гудвудскую моторную трассу в 1948 году. В 1993 году граф Марч основал Фестиваль скорости в Гудвуд-хаусе. Затем он вернул автогонки на автодром, который закрылся в 1966 году, а в 1998 году создал компанию Goodwood Revival.
Поместье Гудвуд занимает 12 000 акров к северу от Чичестера. Компания Goodwood Estate — это разнообразный портфель предприятий, который включает в себя: ипподром Гудвуда, органическую ферму площадью 4000 акров, два поля для гольфа на восемнадцать лунок, аэродром Гудвуда и летную школу, а также отель с 91 спальней. Группа насчитывает более 550 человек и ежегодно привлекает в Поместье 800 000 посетителей. Штаб-квартира Rolls Royce Motor Cars также находится на территории поместья.

## Семья
Герцог Ричмонд живет в Гудвуд-хаусе со своей женой Джанет (урожденной Астор) и четырьмя детьми.
Он был дважды женат, имеет трех сыновей и двух дочерей:
3 июля 1976 года его первой женой стала Салли Клейтон, дочь Мориса Клейтона. У супругов родилась одна дочь:
- Леди Александра Гордон-Леннокс (род. 1985). В 2013 года вышла замуж за Шона Томаса Бреннона.

В 1989 году Чарльз Гордон-Леннокс развелся с первой супругой. 30 ноября 1991 года он женился во второй раз на Достопочтенной Джанет Элизабет Астор (род. 1 декабря 1961), дочери Уильяма Астора, 3-го виконта Астора (1907—1966), и Джанет Бронвен Алун Пью (1930—2017). У супругов было одна дочь и трое сыновей:
- Чарльз Генри Гордон-Леннокс, граф Марч и Кинрара (род. 20 декабря 1994), наследник отцовских титулов
- Лорд Уильям Руперт Чарльз Гордон-Леннокс (род. 29 ноября 1996)
- Леди Элоиза Корделия Гордон-Леннокс (род. 10 марта 2000)
- Лорд Фредерик Лизандер Гордон-Леннокс (род. 10 марта 2000)

В январе 2016 года он и герцогиня (тогда граф и графиня Марч) подверглись нападению и были связаны во время крупного ограбления драгоценностей в Гудвуде.

## Титулы
- 8 января 1955 — 2 ноября 1989 — лорд Сеттрингтон
- 2 ноября 1989 — 1 сентября 2017: граф Марч и Кинрара
- 1 сентября 2017 года — настоящее время: Его светлость герцог Ричмонд, Леннокс и Гордон

## В популярной культуре
Имя графа Марча появляется в видеоигре Gran Turismo 6, когда он посылает игрокам приглашение, связанное с Гудвудским фестивалем скорости.